# Expedition 55

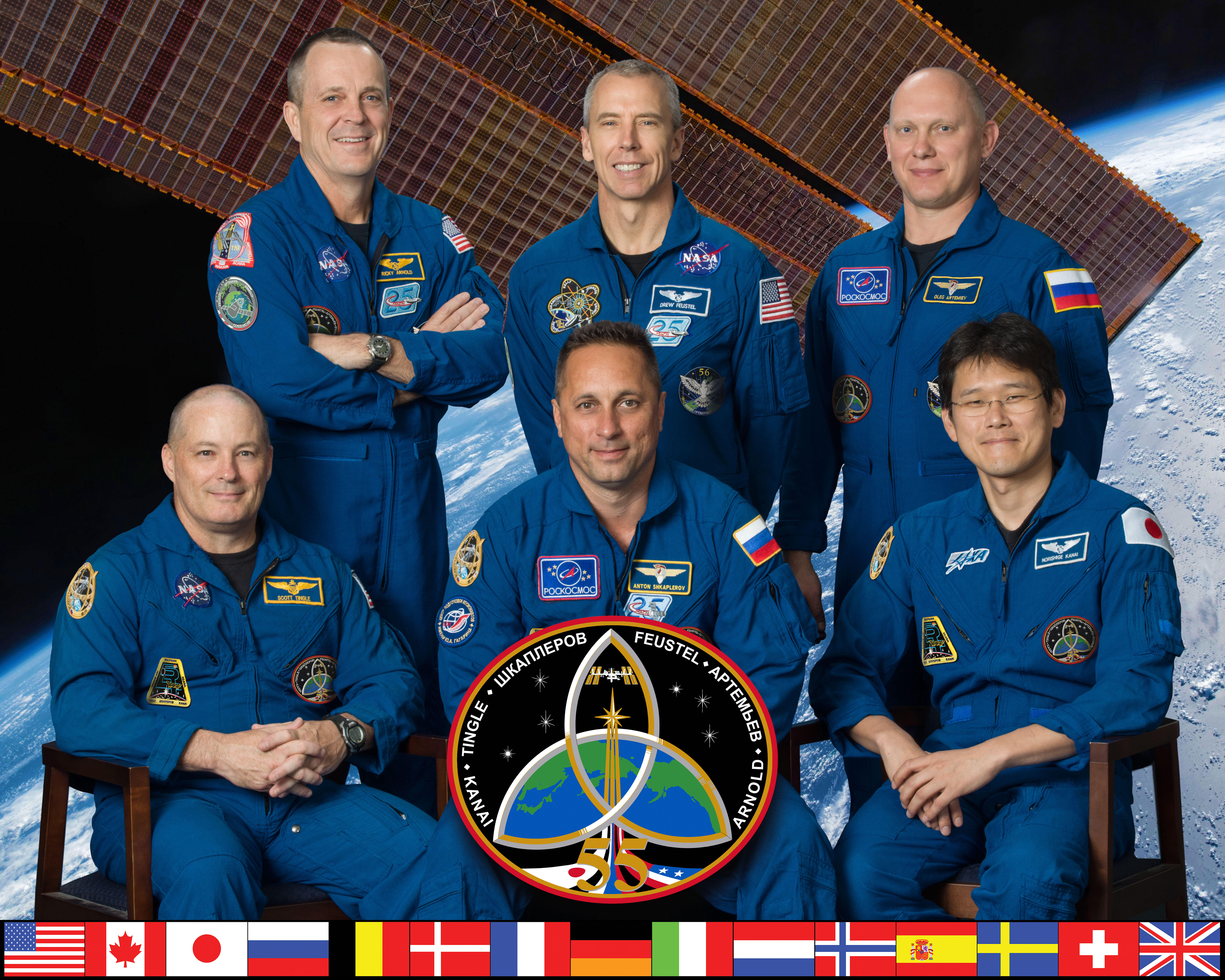
Expedition 55 besättning.

Expedition 55 var den 55:e expeditionen till Internationella rymdstationen (ISS). Expeditionen började den 27 februari 2018 då delar av Expedition 54s besättning återvände till jorden med Sojuz MS-06.
Oleg Artemyev, Andrew J. Feustel och Richard R. Arnold anlände till stationen med Sojuz MS-08 den 23 mars 2018.
Expeditionen avslutades den 3 juni 2018, då Anton N. Sjkaplerov, Scott D. Tingle och Norishige Kanai återvände till jorden med Sojuz MS-07.

## Besättning
| Position       | Första delen (27 februari - 23 mars 2018)     | Andra delen (23 mars - 3 juni 2018)           |
| -------------- | --------------------------------------------- | --------------------------------------------- |
| Befälhavare    | Anton N. Sjkaplerov, RSA Hans tredje rymdfärd | Anton N. Sjkaplerov, RSA Hans tredje rymdfärd |
| Flygingenjör 1 | Scott D. Tingle, NASA Hans första rymdfärd    | Scott D. Tingle, NASA Hans första rymdfärd    |
| Flygingenjör 2 | Norishige Kanai, JAXA Hans första rymdfärd    | Norishige Kanai, JAXA Hans första rymdfärd    |
| Flygingenjör 3 |                                               | Andrew J. Feustel, NASA Hans tredje rymdfärd  |
| Flygingenjör 4 |                                               | Oleg Artemyev, RSA Hans andra rymdfärd        |
| Flygingenjör 5 |                                               | Richard R. Arnold, NASA Hans andra rymdfärd   |